# Liste der Bodendenkmäler in Grub am Forst
Auf dieser Seite sind die Bodendenkmäler in der oberfränkischen Gemeinde Grub am Forst zusammengestellt. Diese Tabelle ist eine Teilliste der Liste der Bodendenkmäler in Bayern. Grundlage ist die Bayerische Denkmalliste, die auf Basis des Bayerischen Denkmalschutzgesetzes vom 1. Oktober 1973 erstmals erstellt wurde und seither durch das Bayerische Landesamt für Denkmalpflege geführt wird. Die folgenden Angaben ersetzen nicht die rechtsverbindliche Auskunft der Denkmalschutzbehörde.

## Bodendenkmäler in Grub am Forst
| Lage                          | Objekt | Akten-Nr.     | Bild           |
| ----------------------------- | --- | ------------- | -------------- |
| (Standort)                    | Freilandstation des Mesolithikums.                                                                                                 | D-4-5732-0040 |                |
| (Standort)                    | Mittelalterlicher Turmhügel. | D-4-5732-0041 |                |
| (Standort)                    | Freilandstation des Mesolithikums.                                                                                                 | D-4-5732-0051 |                |
| (Standort)                    | Hohlweg vermutlich des Mittelalters und der Neuzeit.                                                                               | D-4-5732-0083 |                |
| Obere Kirchgasse 2 (Standort) | Befunde des Mittelalters und der frühen Neuzeit im Bereich der evangelisch-lutherischen Pfarrkirche St. Ägidius von Grub am Forst. | D-4-5732-0107 | weitere Bilder |